# Head in the Clouds
Head in the Clouds (Alternativtitel: Die Spiele der Frauen) ist ein Filmdrama von John Duigan aus dem Jahr 2004.

## Handlung
Gilda Bessé, Tochter eines reichen französischen Weinbauern und einer Amerikanerin, und ihre Freundinnen besuchen in den 1920er Jahren eine Wahrsagerin, die es ablehnt, Gildas Zukunft vorauszusagen, nachdem sie deren Hand gesehen hat. Auf Drängen Gildas sagt die Frau, sie habe Gilda in deren 34. Lebensjahr gesehen.
Anfang der 1930er Jahre studiert Gilda Bessé an der Universität Cambridge. Sie versteckt sich nach einem Besuch bei ihrem Liebhaber zufällig im Zimmer von Guy, als sie vor einem Hausmeister flieht, um den an der Universität angestellten Liebhaber nicht bloßzustellen. Gilda und Guy verbringen gemeinsam die Nacht und freunden sich später an. Gilda sagt, sie glaube an das Schicksal, das sie in das Zimmer von Guy geführt habe.
Nach einiger Zeit tritt Gilda eine ausgedehnte Reise an. Sie schreibt Guy Briefe aus den Orten, die sie besucht.
Gilda arbeitet in den 1930er Jahren als Kunstfotografin in Paris. Sie hat eine lesbische Affäre mit der Krankenschwester Mia, die aus Spanien flüchtete. Zeitweise hat sie eine weitere Affäre mit dem Galeristen Max, der ihre Bilder ausstellt, misst dieser Beziehung jedoch keine Bedeutung bei. Gilda, Mia und Guy teilen sich in dieser Zeit für ein Jahr eine gemeinsame Wohnung.
Eines Tages wird Mia von einem sadistisch gesinnten Bewunderer ausgepeitscht und am Rücken verletzt. Gilda verabredet sich mit dem Mann unter dem Vorwand, dass sie mehr aushalten könne. Während der Verabredung fesselt sie ihn ans Bett und peitscht ihn aus. Währenddessen verbringen Mia und Guy die Zeit im Kino, wo sie Nachrichten aus dem spanischen Bürgerkrieg sehen. Daraufhin beschließt Guy, sich den internationalen Brigaden anzuschließen, um gegen den Faschismus zu kämpfen. Mia geht als Krankenschwester ebenfalls nach Spanien. Gilda meint, der Krieg gehe sie nichts an, und ist verärgert, dass ihre Freunde sie verlassen. Sie schreibt weder Mia noch Guy, obwohl sie von beiden regelmäßig Briefe erhält.
Mia trifft in Spanien Guy, dem sie offenbart, dass sie auf ihn eifersüchtig war. Guy offenbart ihr Ähnliches, worauf er mit ihr eine Nacht verbringt. Am nächsten Tag, als ihr Krankenwagen von einer Landmine zerstört wird, stirbt Mia.
Guy kehrt nach Paris zurück, wird jedoch von Gilda verschmäht und geht zurück nach England. Nach Beginn des Zweiten Weltkrieges arbeitet Guy für den britischen Geheimdienst. Im Jahr 1944 kehrt er als Verbindungsmann zur Résistance nach Frankreich zurück. Gilda hat mittlerweile eine Beziehung mit einem deutschen Offizier des SD, Frans Bietrich, der gemeinsam mit ihr ihren 33. Geburtstag feiert. Durch diese Verbindung gelingt es ihr, Guy vor einer Falle zu warnen, die ihm Bietrich stellen will. Bei einer Sabotage-Aktion wird Guy schwer verwundet und nach England ausgeflogen, wo er erfährt, dass Gilda die Briten mit Geheimdienstinformationen versorgt. Er folgt im August 1944 den Truppen der Alliierten nach Paris.
Während des Kampfes um die Befreiung von Paris wird Bietrich vor den Augen Gildas von den Franzosen erschossen. Gilda wird von der aufgebrachten Menge als Deutschenhure beschimpft und von einem Résistance-Kämpfer getötet, dessen Schwester Bietrich tagelang gefoltert und anschließend getötet hatte.
Guy findet in der Wohnung Gildas einen Brief vor, in dem sie kurz vor ihrem Tod erklärte, dass sie nach Guys und Mias Weggang anfing, den Krieg nicht als eine ferne Angelegenheit zu betrachten. Sie glaube jedoch weiterhin an das Schicksal, das ihr Leben bestimme.

## Kritiken
Roger Ebert schrieb in der Chicago Sun-Times vom 1. Oktober 2004, der Film zeige ein Liebesdreieck mit dem Zweiten Weltkrieg als Hintergrund. Charlize Theron gehöre zu den wenigen Schauspielerinnen, die für die Rolle von Gilda geeignet seien. Die Figuren von Gilda und Mia seien jedoch „Filmlesben“, deren Beziehung vor allem Männer aufmerksam und erregt machen solle („Of course Mia and Gilda are lovers, sort of; they’re the kind of movie lesbians whose relationships exist primarily to accommodate the men in their lives and excite the men in their audience“).
Das Lexikon des internationalen Films schrieb, der Film sei ein „zwischen Scott Fitzgerald, Ernest Hemingway und „Casablanca“ changierendes Melodram, das sich in Klischees verliert, sodass nicht nur die Charaktere ihre Bodenhaftung verlieren“.

## Auszeichnungen
Paul Sarossy für die Kameraarbeit, Mario Davignon für die Kostüme, Dominique Fortin für den Schnitt und Terry Frewer für die Filmmusik gewannen 2005 den Genie Award. Der Film erhielt drei weitere Nominierungen für diese Auszeichnung. Paul Sarossy gewann 2005 den Canadian Society of Cinematographers Award. John Duigan gewann 2005 einen Preis des Film Festival Internazionale di Milano. Mario Davignon wurde 2005 für den Prix Jutra nominiert.

## Hintergründe
Das Drama wurde in London, Cambridge, Montreal und Paris gedreht. Es wurde in nicht mehr als 47 Kinos der USA gezeigt, in denen es ca. 398 Tsd. US-Dollar einspielte.